# Piazza del Popolo (Shanghai)
La piazza del Popolo (人民廣場T, 人民广场S, Rénmín GuǎngchǎngP) è una grande piazza pubblica nel distretto di Huangpu di Shanghai, Cina.
Ha una superficie di 140.000 m² ed è costruito su un sito utilizzato prima del 1949 come ippodromo cittadino.
Alcuni edifici intorno alla piazza sono: 
- Museo di arte contemporanea
- Teatro dell'Opera
- Municipio di Shanghai
- Centro espositivo per la pianificazione urbanistica
- Museo di Shanghai